# لوكاس رويز دي ريباياز
كان لوكاس رويز دي ريبايز أي فونسيكا (بالإسبانية: Lucas Ruiz de Ribayaz)‏ (1626 - بعد 1677) عازفًا وملحنًا إسبانيًا لحّن للوتا والإيتار.
رافق رويز دي ريبايز نائب الملك الأسباني الجديد في رحلته إلى بيرو في عام 1667، لكنه عاد إلى مدريد قبل فترة من نشر كتابه التعليمي للوتا والإيتار وهو مغني أيضاً.

## وصلات خارجية
- لوكاس رويز دي ريباياز على موقع ميوزك برينز (الإنجليزية)
- لوكاس رويز دي ريباياز على موقع ديسكوغز (الإنجليزية)